# Papilio hipponous
Papilio hipponous là một loài bướm thuộc họ Papilionidae. Nó được tìm thấy ở Philippines.
Ấu trùng ăn Citrus species.

## Phụ loài
- Papilio hipponous hipponous (Philippines (Camiguin de Luzon, Luzon))
- Papilio hipponous lunifer Rothschild, 1894 (Talaud, Sangie Islands)
- Papilio hipponous bazilanus Fruhstorfer, 1899 (Philippines (Basilan, Mindanao))
- Papilio hipponous leptosephus Fruhstorfer, 1909 (Assam)
- Papilio hipponous gamay (Page & Treadaway, 2003)  (Philippines (Balabac, Palawan))
- Papilio hipponous madil (Page & Treadaway, 2003)  (Philippines (Busuanga))
- Papilio hipponous daku (Page & Treadaway, 2003)  (Philippines (Marinduque, Mindoro))
- Papilio hipponous rolandi (Page & Treadaway, 2003)  (Philippines (Panay, Bohol, Siquijor, Negros))
- Papilio hipponous palpag (Page & Treadaway, 2003)  (Philippines (Sanga Sanga, Sibuti, Tawitawi))
- Papilio hipponous lynn (Page & Treadaway, 2003)  (Philippines (Cuyo Islands))